# Ploegenachtervolging (schaatsen)

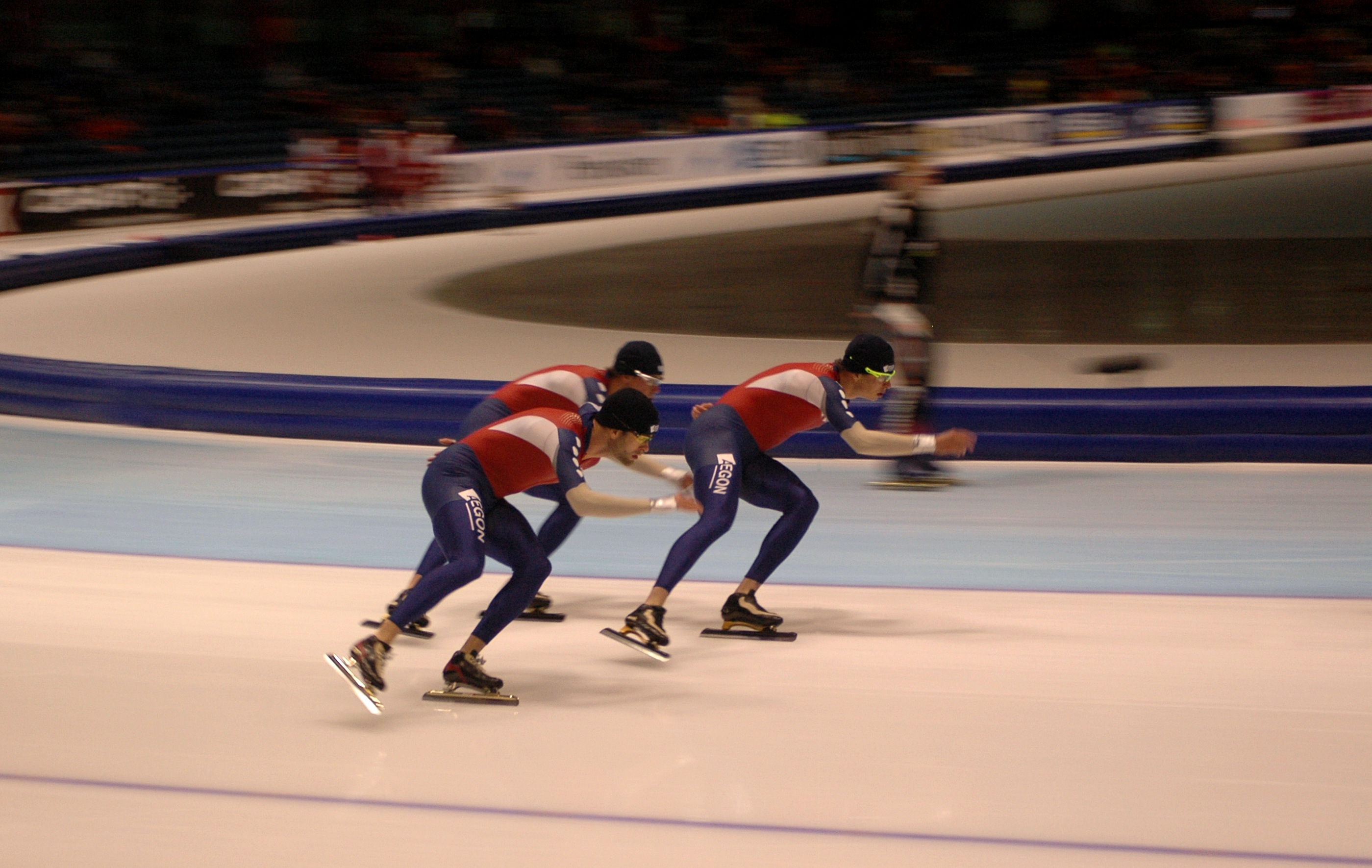
Wouter olde Heuvel, Erben Wennemars en Sven Kramer aan het trainen voor de ploegenachtervolging

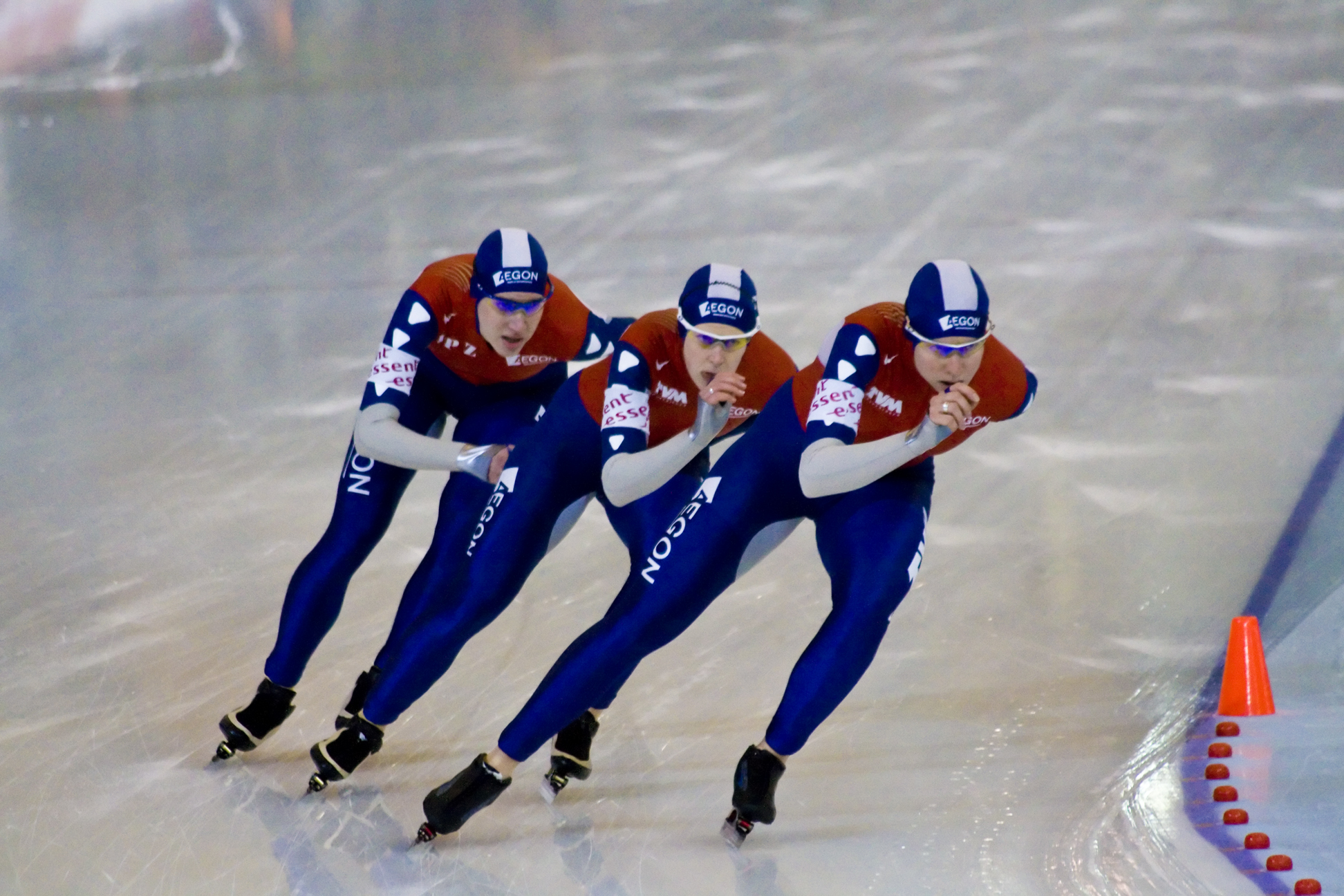
Ireen Wüst, Renate Groenewold en Jorien Voorhuis tijdens hun race op de WK afstanden 2009.

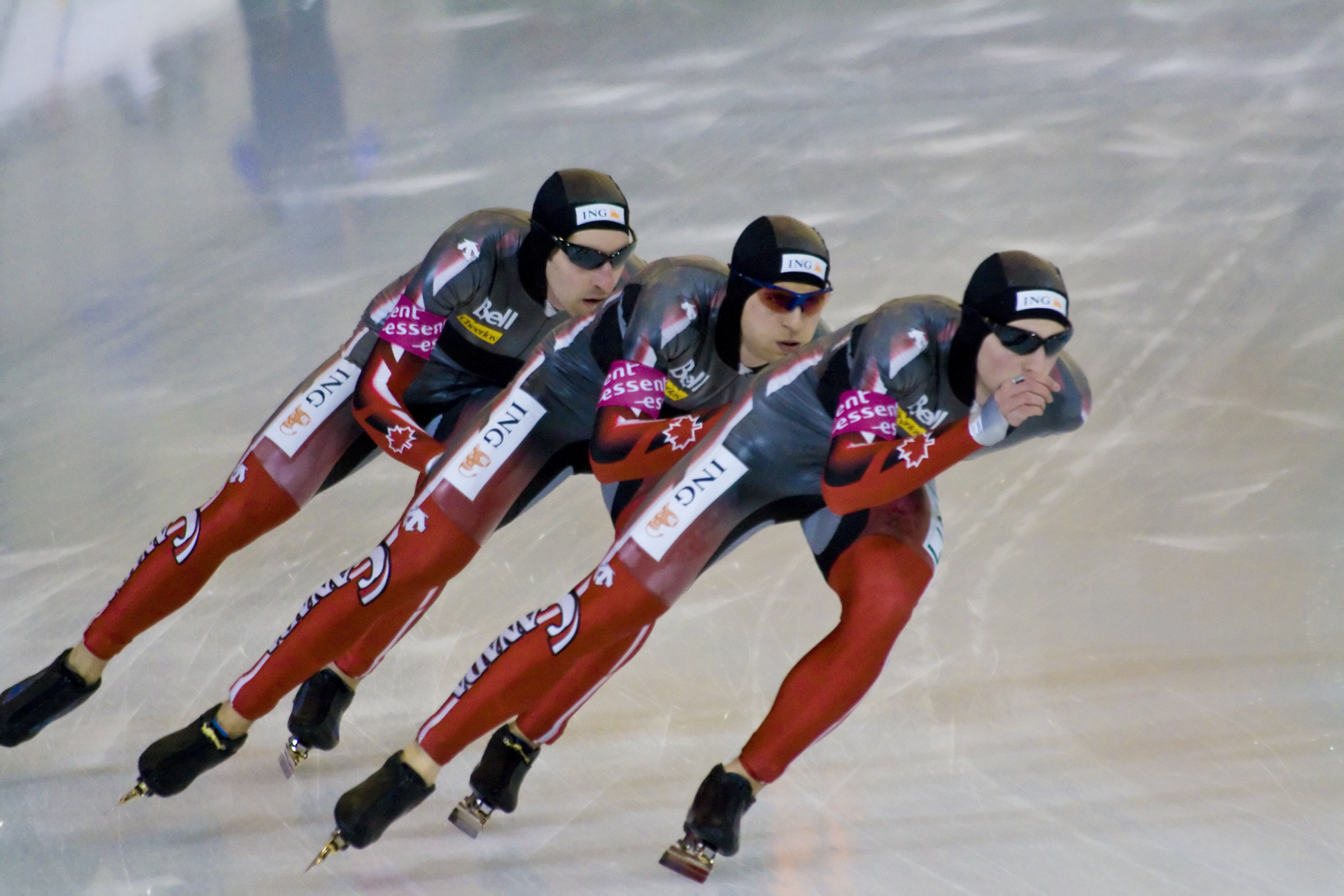
Denny Morrison, Jay Morrison en Lucas Makowsky tijdens hun race op de WK afstanden 2009.

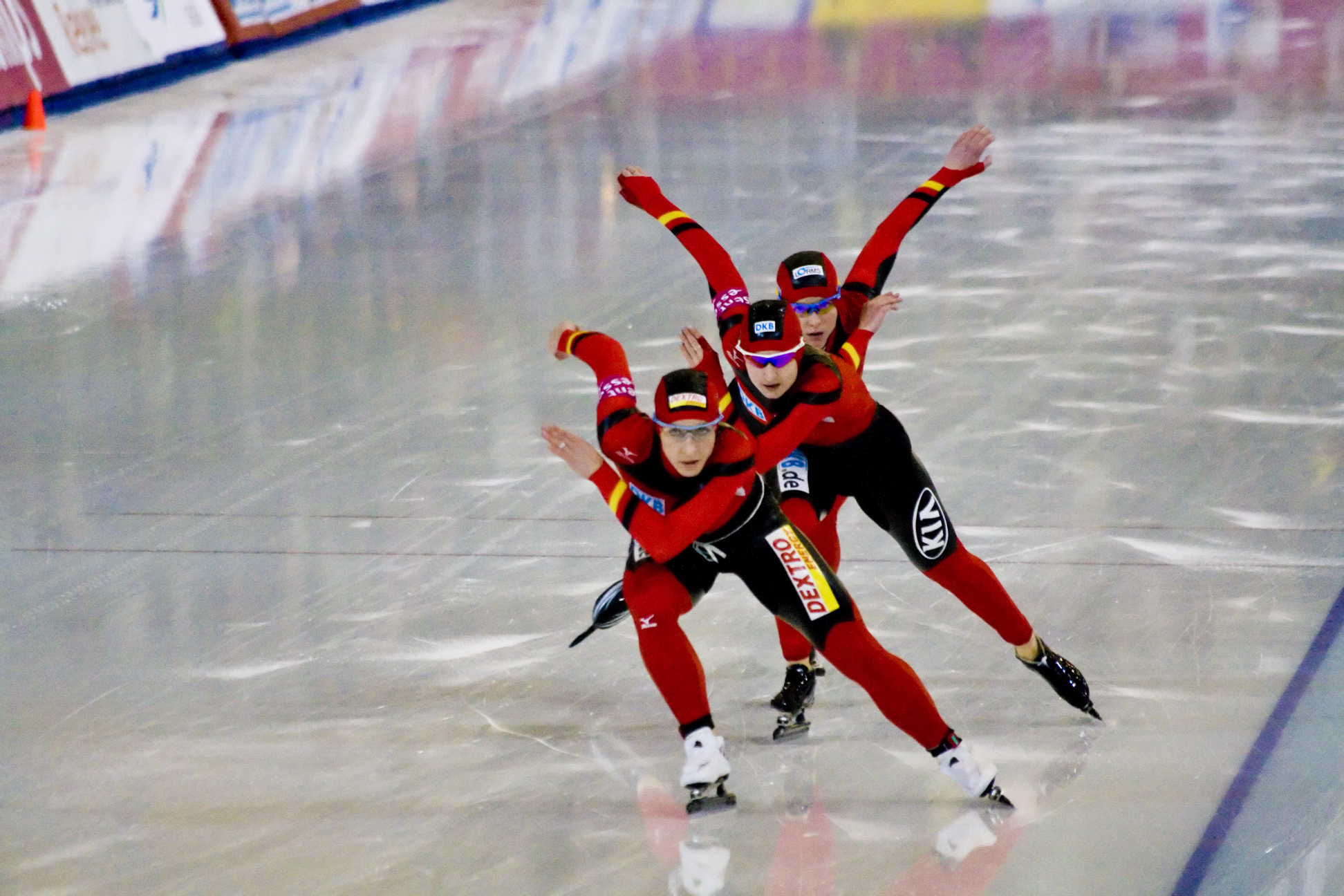
Anni Friesinger, Daniela Anschütz-Thoms en Monique Angermüller tijdens hun race op de WK afstanden 2009.

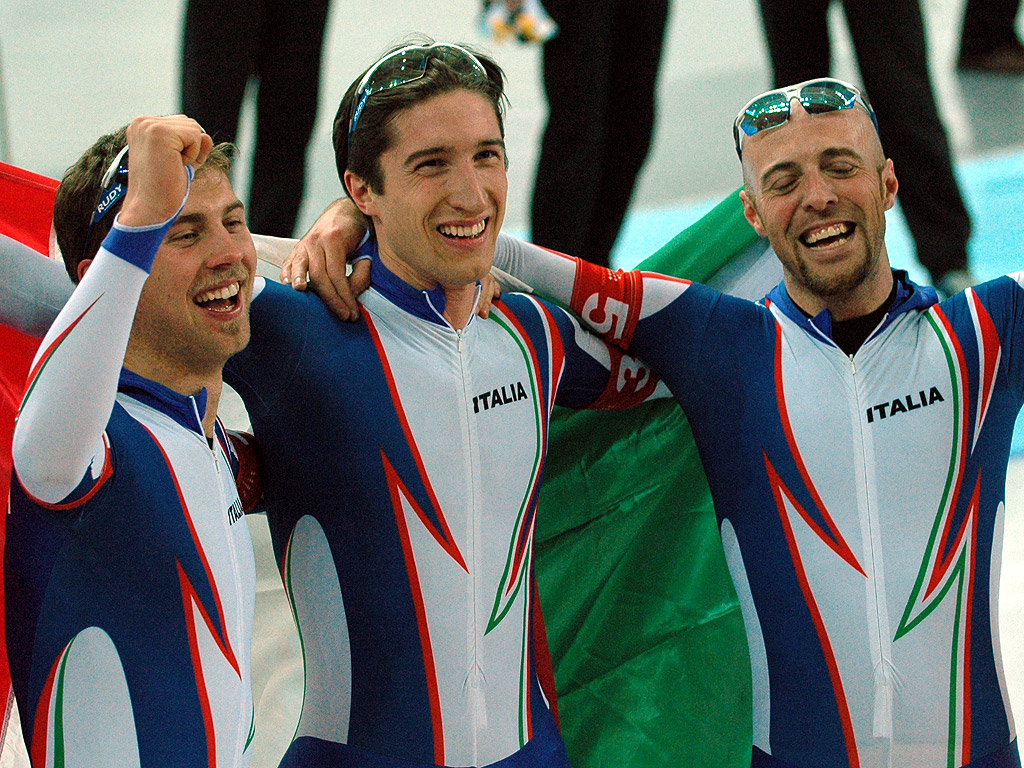
Matteo Anesi, Enrico Fabris en Ippolito Sanfratello vieren hun Olympische zege in Turijn.

De ploegenachtervolging is een officiële schaatsafstand bij het langebaanschaatsen. Een team bestaat uit drie personen. De mannen rijden acht ronden (3.098,88 meter), de vrouwen zes ronden (2.324,16 meter).

## Ontstaan
De huidige vorm van het schaatsen in de discipline van ploegenachtervolging is als experiment van de ISU op het WK voor junioren van 2002 verreden. De eerste world cup-wedstrijd werd in het seizoen 2002-2003 verreden. Namens Nederland reden Martin Hersman, Bob de Jong en Ralf van der Rijst hiermee naar het goud. Overigens waren de regels in de eerste jaren nog iets soepeler: er namen regelmatig teams bestaande uit verschillende nationaliteiten deel, en soms meerdere teams van één land. Hersman zei destijds al dat dit onderdeel zeker toekomst zou hebben. In februari 2004 was er sprake van dat de ploegenachtervolging mogelijk tijdens Vancouver 2010 een Olympisch onderdeel zou worden, maar wegens groot enthousiasme over het nieuwe onderdeel binnen het ISU-bestuur werd de ploegenachtervolging geïntroduceerd in 2006 in Turijn.
Toch werd de ploegenachtervolging in de beginjaren veelal afgewerkt als een trainingswedstrijd. De schaatsers beschouwden het als een grappig experiment. Naast het feit dat het veel plezier voor sporters en toeschouwers opleverde, bleek het vooral een loodzwaar onderdeel doordat de schaatsers alleen binnenbochten rijden.

## Tactiek
In de race is het gebruikelijk dat verschillende schaatsers elkaar afwisselen. Zo voorkomen ze dat één iemand heel de race alle wind moet opvangen en kunnen de twee andere schaatsers 'uitrusten' om daarna de kop weer over te nemen. Als er zeer grote krachtsverschillen binnen het team zijn, kan het soms voorkomen dat één schaatser (bijna) de hele race op kop moet rijden en dat er één of twee rijders slechts de taak hebben aan te haken. Een andere tactiek is om de sterkste schaatser de hele race in de laatste positie te laten rijden waarbij de schaatsers elkaar duwen. Op deze manier worden de krachten gelijk verdeeld en wordt er geen tijd en kracht verloren tijdens het wisselen. Deze tactiek werd ontwikkeld door het Noorse team gedurende het seizoen 2020-2021.

## Wedstrijdtypes
Er zijn twee verschillende wedstrijdtypes.
- Tijdsysteem: bij dit systeem wordt gekeken naar de tijd en hoeft elk team maar één keer te rijden. Als alle teams hebben gereden, wordt opgemaakt wie de winnaar is door te kijken naar de snelste tijd, waarbij de tijd van de laatste rijder telt.
- Afvalsysteem: bij dit systeem rijden twee teams tegen elkaar en is de klok niet van invloed op de uitkomst. De snelste van de twee gaat door naar de volgende ronde. Dit systeem wordt herhaald tot aan de finale. Dit systeem is vergelijkbaar met de ploegenachtervolging bij het baanwielrennen.

Het afvalsysteem wordt gebruikt op de Olympische Spelen, terwijl het tijdsysteem wordt gebruikt bij de World Cups en op de WK afstanden.

## Huidige wereldrecords
|                             | Land             | Schaats(st)ers                          | Tijd    | Datum      | Baan         |
| --------------------------- | ---------------- | --------------------------------------- | ------- | ---------- | ------------ |
| Mannen                      | Verenigde Staten | Ethan Cepuran Casey Dawson Emery Lehman | 3.33,66 | 27-01-2024 | Salt Lake C. |
| Vrouwen                     | Japan            | Ayano Sato Miho Takagi Nana Takagi      | 2.50,76 | 14-02-2020 | Salt Lake C. |
| Mannen junioren (8 ronden)  | Zuid-Korea       | Chung Jae-won Lee Do-hyung Kim Min-seok | 3.43,55 | 11-03-2018 | Salt Lake C. |
| Vrouwen junioren (6 ronden) | Nederland        | Joy Beune Elisa Dul Jutta Leerdam       | 2.59,55 | 11-03-2018 | Salt Lake C. |

## De snelste ploegenachtervolgingen

### Mannen
| #   | Land             | Schaatsers                                          | Tijd    | Datum      | Baan           |
| --- | ---------------- | --------------------------------------------------- | ------- | ---------- | -------------- |
| 1.  | Verenigde Staten | Ethan Cepuran Casey Dawson Emery Lehman             | 3.33,66 | 27-01-2024 | Salt Lake City |
| 2.  | Noorwegen        | Sander Eitrem Peder Kongshaug Sverre Lunde Pedersen | 3.34,22 | 05-01-2024 | Heerenveen     |
| 3.  | Nederland        | Marcel Bosker Sven Kramer Douwe de Vries            | 3.34,68 | 15-02-2020 | Salt Lake City |
| 4.  | Italië           | Davide Ghiotto Andrea Giovannini Michele Malfatti   | 3.35,00 | 16-02-2024 | Calgary        |
| 5.  | Noorwegen (#2)   | Sander Eitrem Peder Kongshaug Sverre Lunde Pedersen | 3.35,30 | 27-01-2024 | Salt Lake City |
| 6.  | Nederland (#2)   | Jan Blokhuijsen Sven Kramer Koen Verweij            | 3.35,60 | 16-11-2013 | Salt Lake City |
| 7.  | Noorwegen (#3)   | Sander Eitrem Peder Kongshaug Sverre Lunde Pedersen | 3.36,07 | 16-02-2024 | Calgary        |
| 8.  | Nederland (#3)   | Jan Blokhuijsen Sven Kramer Koen Verweij            | 3.36,11 | 02-12-2017 | Calgary        |
| 9.  | Japan            | Seitaro Ichinohe Riku Tsuchiya Shane Williamson     | 3.36,41 | 15-02-2020 | Salt Lake City |
| 10. | Canada           | Ted-Jan Bloemen Benjamin Donnelly Denny Morrison    | 3.36,44 | 08-12-2017 | Salt Lake City |

### Vrouwen
| #   | Land           | Schaatssters                                            | Tijd    | Datum      | Baan           |
| --- | -------------- | ------------------------------------------------------- | ------- | ---------- | -------------- |
| 1.  | Japan          | Ayano Sato Miho Takagi Nana Takagi                      | 2.50,76 | 14-02-2020 | Salt Lake City |
| 2.  | Japan (#2)     | Ayano Sato Miho Takagi Nana Takagi                      | 2.50,87 | 08-12-2017 | Salt Lake City |
| 3.  | Nederland      | Joy Beune Marijke Groenewoud Irene Schouten             | 2.51,20 | 16-02-2024 | Calgary        |
| 4.  | Nederland (#2) | Antoinette de Jong Melissa Wijfje Ireen Wüst            | 2.52,65 | 14-02-2020 | Salt Lake City |
| 5.  | Japan (#3)     | Ayaka Kikuchi Miho Takagi Nana Takagi                   | 2.53,61 | 12-02-2022 | Peking         |
| 6.  | Canada         | Ivanie Blondin Valérie Maltais Isabelle Weidemann       | 2.53,62 | 14-02-2020 | Salt Lake City |
| 7.  | Japan (#4)     | Ayaka Kikuchi Miho Takagi Nana Takagi                   | 2.53,88 | 02-12-2017 | Calgary        |
| 8.  | Japan (#5)     | Ayano Sato Miho Takagi Nana Takagi                      | 2.53,89 | 21-02-2018 | Gangneung      |
| 9.  | Rusland        | Jelizaveta Kazelina Jevgenia Lalenkova Natalja Voronina | 2.53,92 | 14-02-2020 | Salt Lake City |
| 10. | Canada         | Ivanie Blondin Valerie Maltais Isabelle Weidemann       | 2.54,03 | 16-02-2024 | Calgary        |